# Prostitucija u staroj Grčkoj
Prostitucija je bila sastavni dio svakodnevnog života starih Grka još od arhajskog razdoblja. U najznačajnijim grčkim polisima, a osobito u lukama, zapošljavala je pozamašan udjel stanovništva i predstavljala stoga prvorazrednu gospodarsku djelatnost. Bila je daleko od nezakonitosti. Polisi ju nisu osuđivali, a bordeli su postojali na vrlo pristupačnim mjestima. U staroj Ateni čak se i legendarnom zakonodavcu Solonu pripisivalo otvaranje bordelâ s umjerenim cijenama pod državnim nadzorom. Prostitucija se različito odražavala na spolove. Njome su se bavile žene svih životnih doba i mlađi muškarci, dok su korisnike usluga činili gotovo isključivo muškarci.

## Ženska prostitucija
Pseudo-Demosten je u 4. stoljeću p.n.d. pred građanima okupljenim na sudu izjavio: „Imamo prostitutke radi zadovoljstva, ljubavnice kako bi nam pružale dnevnu njegu, supruge kako bi nam rađale zakonitu djecu i bile vjerne čuvarice našeg ognjišta.“ Iako stvarnost nije bila ovako karikaturalna, sasvim je izvjesno da Grci nisu osjećali nikakvu moralnu nelagodu glede korištenja usluga prostitutki. Istodobno, zakoni su predviđali oštre kazne za izvanbračne spolne odnose sa slobodnom ženom. U slučaju preljuba, prevareni muž imao je pravo ubiti uvrjeditelja uhićenog na djelu. Slično se gledalo i na silovanje. Muškarci su u prosjeku s 30 godina stupali u brak, tako da mladi Atenjanin, ako je želio heteroseksualne odnose, nije imao drugoga izbora nego posegnuti ili za svojim robinjama ili za prostitutkama. O postojanju ženske prostitucije koja je bila namijenjena ženama nema mnogo izvora. Aristofan iz Platonove Gozbe spominje heteristrije (stgrč.: ἑταιρίστριαι, lat.: hetairístriai) u svom slavnom mitu o ljubavi. Po njemu, „žene koje su nastale od dijelova prvobitnih žena ne mare mnogo za muškarce, nego više naginju ka ženama, i odatle potječu heteristrije.“ Pretpostavlja se kako je riječ o prostitutkama čije su korisnice usluga bile lezbijke. Lukijan Samosaćanin također spominje ovu pojavu u svom djelu Razgovori hetera, ali moguće je kako je tu, jednostavno, riječ o usputnoj aluziji na Platona.

### Pornai
Prostitutke su bile razvrstane po kategorijama. Na dnu ljestvice nalazile su se pornai (πόρναι), kojima ime potječe od riječi „prodavati“ (stgrč.: πέρνημι, lat.: pérnêmi). Bile su uglavnom robinje u vlasništvu svodnika (stgrč.: πορνοϐοσκός, lat.: pornoboskós), doslovno „pastira“ prostitutki, kojem su plaćale utvrđeni iznos od ostvarenog prihoda. Robovlasnik je mogao biti slobodan građanin, jer se radilo o uobičajenom izvoru prihoda. Teofrast navodi svodnika odmah pored strojara i poreznika na popisu uobičajenih zanimanja. Vlasnik je mogao biti i stranac ili strankinja. U klasičnoj Grčkoj pórnai su bile robinje barbarskog podrijetla. Među njih su se ubrajale i djevojčice koje su njihovi očevi, slobodni građani, napustili i bile su smatrane robinjama dok se, možebitno, ne bi dokazalo suprotno. Izgleda da je to bio čest slučaj, pošto Kliment Aleksandrijski, koji je živio u 2. stoljeću, opominje one koji posjećuju prostitutke na opasnost od incesta: „Koliko je očeva koji su zaboravili na djecu koju su odavno napustili nesvjesno imalo spolne odnose sa svojim sinom koji se prostituira ili sa svojom kćeri koja je postala bludnica...“ Ove prostitutke su radile po bordelima, poglavito u četvrtima koje su bili poznate po takvoj djelatnosti, kao što je atenska luka Pirej ili Karameikos u istom gradu. Ove bordele posjećivali su pomorci i siromašni građani. Istoj ovoj kategoriji pripadale su i djevojke iz atenskih bordela koji su se nalazili pod nadzorom grada-države. Prema Ateneju iz Naukratisa koji citira komediografa Filemona i povjesničara Nikandra iz Kolofona, Solon je „u namjeri obuzdati jarost momaka, (...) pokrenuo inicijativu za otvaranje bordela u kojima bi radile otkupljene mlade žene.“ Tako, jedan od Filemonovih likova uzvikuje: „Ti si, Solone, donio zakon od koristi svima, jer si bio prvi koji je, kažu, shvatio neophodnost ove demokratske i dobrotvorne institucije, Zeus mi je svjedok! Važno je to istaknuti. Naš grad je vrvio od siromašnih momaka prema kojima je život bio surov, toliko da su počeli lutati zlokobnim putovima; ti si za njih kupio, a zatim i postavio na različitim mjestima u gradu dobro opremljene žene, spremne za uporabu. (…) Cijena: jedan obol; upadaj, probaj, ništa ne gubiš! Nema prenemaganja! Za svoj novac dobit ćeš što želiš i onako kako ti želiš. Izlaziš. Reci joj da se gubi; ona ti nije ništa.“
Kako naglašava ova osoba, Solonovi bordeli pružali su spolno zadovoljenje dostupno svima i bili su primamljivi i najsiromašnijim slojevima društva. Tom prilikom je Solon podigao, zahvaljujući porezu koji je ubirao od bordela, hram posvećen Afroditi Pandemos, što u doslovnom prijevodu znači „općenarodna“ Afrodita. Iako je povijesna točnost ovih anegdota sumnjiva, i pored toga postaje sasvim razvidno kako su Atenjani smatrali prostituciju sastavnim dijelom demokracije. Kada je riječ o tarifama, postoje brojna nagađanja o cijeni od jednog obola za osnovne usluge jeftinih prostitutki. Teško je razlučiti je li se tu radilo o poslovičnom izrazu koji je bio istoznačnica za „jeftino“ ili, pak, o stvarnoj cijeni.

### Neovisne prostitutke
Na drugom stupnju ljestvice među prostitutkama nalazile su se bivše robinje koje su u međuvremenu stekle slobodu. Njihov položaj bio je vrlo blizak statusu hetera, ljubavnica. Osim što bi neposredno pred možebitnim korisnicima usluga pokazivale svoje draži, pribjegavale su i „reklamnim“ trikovima. Naime, pronađene su sandale s đonom na kojem je bilo urezano (stgrč.: ΑΚΟΛΟΥΘΙ, lat.: 'AKOLOUTHI' ) „prati me!“, kojima bi ostavljale trag na zemljištu. Koristile su se, po svemu sudeći, i vrlo upadljivom šminkom. Tako se, recimo, Eubul, predstavnik srednje (atičke) komedije, prezrivo podsmjehuje bludnicama „umazanim olovnim bjelilom i (…) obraza umazanih sokom od kupine.“ Ove prostitutke bile su različitog podrijetla: strankinje koje nisu mogle naći drugo zaposlenje u polisu i koji su došle naseliti se, siromašne udovice, bivše pornai koje su uspjele otkupiti se (često na kredit). U Ateni one su bile obvezne prijaviti se pred polisom i plaćati porez. Zahvaljujući svom zanatu, neke od njih uspjele su i obogatiti se. U Koptosu, u starom Egiptu, u 1. stoljeću prolazak je prostitutkama naplaćivan 108 drahmi, nasuprot 20 drahmi koliko su plaćale ostale žene.
Cijene njihovih usluga teško je procijeniti. Čini se kako su često varirale. U 4. stoljeću p.n.d. Teopomp navodi da prostitutke iz druge zone traže jedan stater (četiri drahme), dok u 1. stoljeću p.n.d. epikurejski filozof Filodem iz Gadare spominje sustav pretplate koji iznosi pet drahmi za deset posjeta. U 2. stoljeću u djelu Razgovori hetera Lukijana iz Samosate prostitutka Ampelis smatra kako je pet drahmi po posjeti nedovoljna cijena. U istom tekstu se navodi kako je mlada djevojka mogla tražiti jednu minu, što je iznosilo sto drahmi, a čak i dvije mine ako korisnik usluga nije bio privlačan. Mlada i lijepa prostitutka mogla je nametnuti više cijene u odnosu na svoju stariju drugaricu, premda ilustracije na keramici pokazuju kako je postojalo posebno tržište na kojem su se nudile starije žene. Također, sve je ovisilo od toga je li korisnik usluga želio sebi osigurati ekskluzivnost prostitutke ili ne. Sklapali su se i prijateljski ugovori. Nekolicina prijatelja kupila bi isključivo pravo na prostitutku, svaki je bio nositelj prava na neko vrijeme. U ovu kategoriju nesumnjivo se mogu svrstati glazbenice i plesačice koje su bile zaposlene na muškim banketima. Aristotel među posebnim nadležnostima desetorice magistrata spominje (petorice intra muros i petorice za Pirej; ἀστυνόμοι/astynómoi) zadatak brinuti se „kako sviračice na flauti, liri i citri ne bi bile plaćene više od dvije drahme“ za jednu večer. Moguće je kako su spolne usluge ulazile u cijenu zaposlenja, koja je, usprkos nadzornicima, vremenom postajala sve viša i viša.

### Hetere
Hetere se nisu ograničavale samo na pružanje spolnih usluga i njihove usluge nisu bile jednokratne. Doslovno ἑταίρα/hetaíra znači „pratilja“. Posjedovale su zavidno obrazovanje i bile su sposobne uključiti se u rasprave s prosvijećenim ljudima, recimo na banketima. Jedino su one od svih žena u Grčkoj, osim Spartanki, bile samostalne i sposobne same privređivati za život. Kao ljubavnice, bile bi darivane od strane nekolicine „družbenika“ (hetairoi) ili „prijatelja“ (philoi), koji su ih uzdržavali, a čija su udvaranja one prihvaćale. To su najčešće bile strankinje, poput Aspazije, podrijetlom iz Mileta, ili Neere, podrijetlom iz Korinta. Aspazija, Periklova ljubavnica, najpoznatija je žena iz 5. stoljeća p.n.d. Privlačila je kod sebe Sofokla, Fidiju, kao i Sokrata i njegove učenike. Po Plutarhu, „gospodarila je najviđenijim državnicima, a kod filozofa je pobuđivala pažnju, za koju se ne može reći kako je bila ni slaba ni beznačajna.“
Poimence je poznat izvjesan broj hetera. U klasičnom dobu postojala je Teodota, Alkibijadova ljubavnica, s kojom Sokrat raspravlja u Ksenofontovom djelu Uspomene o Sokratu; kao i Neera, predmet slavne besjede Pseudo-Demostena; Frina, po čijem uzoru je isklesana statua Afrodite u gradu Knidu, Praksitelovo remek-djelo čija je milosnica bila, a bila je ujedno i pratilja besjednika Hiperida, kojeg će kasnije braniti na sudu kad bude optužen za bezbožništvo; Leontija, Epikurova pratilja, i sama filozofkinja. U helenističko doba spominje se Pitionika, miljenica Harpala, rizničara Aleksandra Velikog i, naposljetku, Taida, koja je bila ljubavnica samog Aleksandra Makedonskog i također Ptolemeja Prvog. Pojedine hetere bile su iznimno imućne. Ksenofont opisuje Teodotu okruženu robovima, raskošno odjevenu kako živi u prostranoj kući. Neke su se izdvajale ekstravagantnim trošenjem. Rodopis, egipatska prostitutka za čiju je slobodu brat starogrčke pjesnice Sapfo platio basnoslovno bogatstvo, izdvajala se tako što je osobno financirala izgradnju piramide. Herodot ne vjeruje u ovu anegdotu, ali opisuje skupocjen epigraf koji je podigla u Delfima. Cijene usluga ovih kurtizana mnogo su se razlikovale, ali bile su drastično više u odnosu na ostale prostitutke. U djelima nove komedije kretale su se od 20 do 60 mina za neutvrđen broj dana. Menandar navodi primjer kurtizane koja je zarađivala tri mine dnevno, što odgovara, kako pojašnjava, združenom radu deset pornai. Ako je vjerovati Aulu Geliju, u klasično doba kurtizane su zarađivale i do 10 000 drahmi za jednu noć. Ponekad je teško razlikovati hetere i obične prostitutke. U oba slučaja žena je mogla biti slobodna ili robinja, samostalna ili pod zaštitom svodnika. Stječe se utisak da autori ponekad koriste oba naziva u istom značenju. Pojedini stručnjaci dovodili su čak u sumnju stvarnu razliku između hetaira i pornē; išli su dotle da su smatrali termin hetaira u izvjesnoj mjeri običnim eufemizmom.

### Sveta prostitucija
Sveta prostitucija u staroj Grčkoj nije bila tog obujma kao na drevnom Bliskom istoku. Rijetki poznati slučajevi javljali su se ili u obodnim dijelovima grčkog svijeta (na Siciliji, na Cipru, u Pontskom kraljevstvu i u Kapadokiji) ili u gradu Korintu, u čijem se Afroditinom hramu najkasnije od klasičnog razdoblja nalazio znatan broj robova. Tako je 464. godine p.n.d. izvjesni Korinćanin Ksenofont, čuveni trkač i osvajač zlata u petoboju na Olimpijskim igrama, darovao, u znak zahvalnosti Afroditi, sto mladih djevojaka hramu boginje. Trag o ovome ostao je sačuvan zahvaljujući svečanoj pjesmi koju je Pindar napisao po narudžbi, a koja slavi „vrlo predustretljive djevojke, sluškinje boginje Pite i velebnog Korinta.“ U rimsko doba, po riječima Strabona (VIII, 6, 20), hram je krcat s više od tisuću svetih robinja-prostitutki. Isti autor prenosi poslovicu koja glasi „nema svatko mogućnosti ići u Korint“, koja u isti mah ističe kako je boravak u Korintu ugodan, ali i kako je skup.

### Sparta
Od svih gradova-država u Grčkoj jedino se za Spartu znalo da u njoj ne postoji nijedna pornê. Plutarh to objašnjava odsustvom dragocjenih kovina i prave novčane jedinice. Spartansko platežno sredstvo bilo je željezno i nigdje izvan Sparte ga nisu priznavali; nijedan svodnik nije nalazio interesa tu poslovati. Doista, nema tragova koji bi upućivali na postojanje prostitucije kao raširene pojave u Sparti u arhajskom i klasičnom razdolju. Jedini dokaz koji to osporava predstavlja vaza iz 6. stoljeća p.n.d. koja prikazuje žene dok sviraju aulos na muškom banketu. Pa ipak, stječe se utisak kako se tu ne radi o prikazu spartanske svakodnevice toga doba, već o običnoj ikonografskoj temi. Prisustvo krilatog demona, voća, raslinja i oltara navodi na pomisao kako se možda radilo o obrednom banketu priređenom u čast nekog božanstva plodnosti, na primjer Artemide ili Apolona.
U Sparti su, međutim, postojale hetere u klasično doba. Atenej spominje kurtizane s kojima je Alkibijad bančio za vrijeme svog progonstva u Sparti (415.—414. p.n.d.). Pripovijedajući o Kinadonovoj uroti (početak 4. stoljeća p.n.d.), Ksenofont navodi kako je prava namjera bila protjerivanje iz polisa, pod izgovorom zabrinutosti, „jedne žene koju su ondje smatrali veoma lijepom, ali koju su optuživali da kvari Lakedemonjane, kako mlade tako i stare, koji su odlazili u Aulon.“ Ovo se vjerojatno odnosilo na heteru. Najkasnije do početka 3. stoljeća p.n.d. kada je velika količina stranog novca ušla u opticaj u Lakoniji, Sparta je počela u potpunosti podražavati ostale grčke polise. U helenističko doba Polemon opisuje u svojim Darovima Lakedemonu portret slavne hetere Kotine i brončanu kravu koju je ona darovala. Dodaje da su mu prilikom posjete, kao zanimljivost, pokazali njen bordel u blizini Dionizovog hrama.

### Uvjeti rada prostitutki
Teško je ocijeniti položaj onodobnih prostitutki. Samim tim što su bile žene, već su bile marginalizirane u grčkom društvu. Ne postoji neposredno svjedočenje o njihovom životu, kao ni opis bordela u kojima su radile. Izvjesno je, međutim, da su bordeli u Grčkoj bili slični onima u Rimu, čiji opis srećemo u djelima pisaca ili koji su ostale sačuvani u Pompeji. Radilo se o mračnim skučenim mjestima neugodnog mirisa. Jedan od mnogobrojnih žargonskih grčkih naziva za prostitutku bio je χαμαιτυπής/khamaitypếs, što u doslovnom prijevodu znači „koja udara o zemlju“, što upućuje na zaključak da su usluge pružane na zemljanoj podlozi.
Neki pisci uvodili su u svoja djela likove prostitutki, koje pričaju o sebi. Primjerice, Lukijan iz Samosate u Razgovorima hetera ili Alkifron u svojoj zbirci pisama, ali radi se o maštovitom prikazivanju. Spomenuti ženski likovi bili su ili neovisne prostitutke ili hetere; izvori skoro da ne navode slučaj robinja, osim što ih promatraju kao dobra koja treba unovčiti. Ovi izvori razvidno kazuju što su grčki muškarci mislili o prostitutkama: prije svega, pripisivali su im šićardžijski mentalitet. Po mišljenju Grka, osoba koja se podaje za novac, bilo da je muškarac ili žena, čini to zbog siromaštva i(li) iz želje za pretjeranom dobiti. Gramzivost prostitutki bila je šaljiva tema, česta u komedijama. Treba napomenuti da su u Ateni one bile jedine žene koje su samostalno raspolagale novcem, što je vjerojatno pobuđivalo mušku zavist. Drugo objašnjenje leži u činjenici kako je karijera neovisne prostitutke bila kratka i neizvjesna. Njeni prihodi su se umanjivali kako je vrijeme prolazilo. Kako bi se mogla uzdržavati starosti, morala je prikupiti što je moguće više novca dok je mlada.
Rasprave o medicini pružaju djelomičan uvid u njihov svakodnevni život. Tako se navodi kako prostitutke-robinje, kako bi nastavile donositi zaradu, moraju u mjeri u kojoj je to moguće izbjegavati trudnoću. O kontracepcijskim sredstvima koje su koristili stari Grci malo se zna, za razliku od onih koje su koristili stari Rimljani. U traktatu koji se pripisuje Hipokratu autor u pojedinosti opisuje slučaj jedne igračice „koja ima običaj ići s muškarcima“: savjetuje joj skakati, tako da pri svakom skoku dodirne petama stražnjicu, kako bi izbacila spermu i eliminirala rizik od trudnoće. Izgleda da su korintske prostitutke pribjegavale jednostavnijem rješenju tražeći od svojih korisnika usluge upražnjavati analni spolni odnos radi sprječavanja začeća. Sasvim je moguće da su pornai pribjegavale pobačaju ili čedomorstvu. Kada je riječ o neovisnim prostitutkama, situacija nije baš najjasnija: kćer je mogla izučiti zanat, naslijediti majku i na taj ju način uzdržavati kad majka ostari.
I keramika nosi svjedočenje o svakodnevnom životu prostitutki. Predstave prostitutki uglavnom se mogu razvrstati u četiri skupine: scene banketa, scene spolnih odnosa, scene zahoda i scene batina. Na scenama zahoda prostitutke obično nemaju privlačno tijelo. Čine ga obješene sise, izraženo salo itd. Jedan kiliks prikazuje čak prostitutku dok mokri u noćnu posudu. U scenama spolnih odnosa prisustvo prostitutki obično se raspoznaje po naslikanoj vrećici s novcem, koja služi podsjećanju na novčanu narav odnosa. Najčešće je prikazivana pseća poza ili analni spolni odnos, pošto je ponekad teško uočiti razliku između ove dvije poze. Žena je obično povijena naprijed, ispruženim rukama dodiruje tlo. Analni spolni odnos smatran je ponižavajućim za odraslu osobu, a izgleda kako se za pseću pozu (nasuprot misionarskoj pozi) mislilo da ženama pruža manje zadovoljstva. Naposljetku, određen broj vaza prikazuje scene na kojima se prostitutkama prijeti štapom ili sandalom, te su one prisiljene pristati na radnje koje su stari Grci smatrali ponižavajućim: felaciju, analni spolni odnos, nekad čak i jedno i drugo istodobno. Najzad, iako su hetere nesporno bile žene s najviše slobode u Grčkoj, treba napomenuti kako su mnoge od njih željele skrasiti se pokraj muža ili stalnog pratitelja ne bi li bile više uvažavane. Neera, čija je karijera opisana u jednoj obrani pred sudom, uspjela je, tako, odgojiti troje djece prije nego što ju je sustigla vlastita prošlost hetere. Isto tako, Periklo je Aspaziju izabrao za ljubavnicu, ili, prema nekim izvorima, čak i za suprugu. Atenej zapaža „kako se u kurve koje su u međuvremenu postale poštovane supruge čovjek može daleko više pouzdati nego u gospođe koje se diče svojom čestitošću“ i navodi nekoliko grčkih velikana sinova građanina i kurtizane. Između ostalih, strateg Timotej bio je sin Konona. Ali zato, ne postoji nijedan poznati primjer da je građanka dragovoljno postala hetera.

### Prostitutke u književnosti
U novoj komediji prostitutke su, baš kao i robovi, postale vodeće osobe šaljivih kazališnih predstava. Za to je postojalo nekoliko razloga: dok se stara komedija bavila političkim temama, nova komedija je naglasak stavljala na osobne teme i svakodnevni život Atenjana. Zatim, društveni običaji toga doba nalagali su lijepo odgojenoj ženi ne pojavljivati se sama na ulici, dok je kazališna scena prikazivala vanjštinu. Jedine žene koje su se redovno pojavljivale same na ulici bile su, logično, prostitutke. Spletke u novoj komediji stoga se često pripisuju prostitutkama. „Sve dok bude snalažljivih robova, strogih očeva, nečasnih posrednica i umiljatih prostitutki, Menandar će živjeti“, kliče Ovidije u djelu Ljubavi (I, 15, 17-18). Prostitutka može biti družica glumca koji igra ulogu ljubavnika. U tom slučaju, slobodna i čestita, ona je prisiljena baviti se prostitucijom nakon što su ju roditelji napustili ili nakon što su ju oteli gusari (Sikionci). Pošto su ju biološki roditelji prepoznali po draguljima koje su joj ostavili dok je bila u kolijevci, oslobođena djevojka sada se može udati. Isto tako, prostitutka se vrlo često pojavljuje i kao sporedni lik. Njeni odnosi s prijateljem glavnog glumca čine drugu ljubavnu intrigu kazališnog komada. Osim toga, Menandar je osmislio, nasuprot uvriježenoj predstavi gramzive prostitutke, i osobu bludnice velika srca u Parničarima, gdje upravo ona omogućava sretan završetak predstave.
Nasuprot tome, u utopijskim predstavama Grka često nije bilo mjesta za prostitutke. U Ženama u skupštini (v. 716-719) junakinja Praksagora ih i formalno zabranjuje u savršenom gradu-državi: „Štaviše, predlažem zabraniti kurve ... te da, umjesto njih, mi možemo uživati u tek stasalim mladićima. Nije uputno da drske robinje lišavaju slobodne žene njihovog uživanja. Neka prostitutke spavaju slobodno s robovima.“ Prostitutke su očito smatrane nepodložnom konkurencijom. U drugoj književnoj vrsti Platon (Republika, III, 404d) zabranjuje korintske prostitutke iz istog razloga kao i atenske slastičarke, jer ih skupa optužuje za unošenje raskoši i nesklada u savršen polis. Pripadnik kiničke škole Krates iz Tebe, iz doba helenizma, (kojeg citira Diodor sa Sicilije, II, 55-60) opisuje utopijski grad iz kojeg je, po uzoru na Platona, prostitucija također protjerana.

## Muška prostitucija
U staroj Grčkoj također je bilo dosta πόρνοι/pórnoi, mladića koji su se bavili prostitucijom. Jedan dio njih imao je ženske korisnice usluga kao ciljnu skupinu. Kako su žigoli postojali u klasičnom razdoblju, svjedoči u dva navrata Aristofan. Tako, u Plutu (v. 960—1095) autor daje dramski prikaz žene u poodmaklim godinama i njenog mladog ljubavnika, koji je, pritisnut nemaštinom, prisiljen umiljavati joj se zarad kovanog novca, zdjele žita i odjeće. Kupljeni mladići, kao i evnusi, veoma cijenjeni kao izraz prefinjene raskoši, pokazuju kako je grčko društvo prednost davalo uživanju bez čuvstava. U Sikionu (na Peloponezu) muškarci su se razdragano prostituirali u čast boga Bahusa (Dioniza).

### Prostitucija i homoseksualnost
Nasuprot ženskoj prostituciji, koja je okupljala žene svih uzrasta, muškom prostitucijom uglavnom su se bavili adolescenti. Veza odraslog muškarca i dječaka, pais, nije predstavljala prodaju tijela, već je uključivala mentorsku komponentu, tj. obrazovanje djeteta (paideia). Solon, slavni atenski zakonodavac, propisao je način života mladeži i suprotstavio se dječačkoj prostituciji odmah po rođenju, ali nije zabranio prodaju mladih robova u svrhu razvrata. U Ljubavima (25-26) Pseudo-Lukijan izričito navodi: „Žena — počevši od djevičanskog puberteta do srednjih godina, neposredno prije no što posljednje starosne bore izbrazdaju njene ženske čari — predstavlja objekt dostojan muške nježnosti i poljubaca; pa čak i kada joj ljepota usahne, njeno iskustvo još rječitije može govoriti nego mladi dječaci. Ali onaj koji naginje dvadesetogodišnjem momku izgleda mi kao konzument gnjusne naslade, što slijedi neodređenu Veneru. Udovi takvog jednog šećerka, oblikovani kao u odraslog muškarca, snažni su i jaki. Njegovo lice od osjetljivog i blagog postalo je grubo i prekriveno oštrom bradom, a razvijene butine — obrasle su.“
Vremensko razdoblje tijekom kojeg su adolescenti smatrani poželjnima kretalo se otprilike od puberteta do pojave brade, pošto je obraslost dječaka izazivala zgražanje kod starih Grka. Naime, bilo je slučajeva da su razvratnici imali starije dječake kao ljubavnike, ali depilirane. Poput ženske, ni muška prostitucija nije kod starih Grka izazivala zgražanje. Bordeli u kojima su radili dječaci-robovi postojali su na pristupačnim mjestima, i to ne samo u „zonama crvenih svjetala“ u Pireju, Kerameikosu ili na Likavitosu, već posvuda po gradu. Nesumnjivo najčuveniji od ovih dječaka bio je Fedon. Postavši rob prilikom zauzeća njegovog rodnog grada, bio je prinuđen raditi u bordelu sve dok ga nije zapazio Sokrat, čiji su sljedbenici platili za njegovu slobodu. Mladić je potom postao Sokratov učenik i po njemu je nazvano Platonovo djelo Fedon, u kojem je ispričana Sokratova smrt. Ni muške prostitutke nisu bile oslobođene plaćanja poreza. U jednoj od svojih obrana, Protiv Timarha, besjednik Eshin daje sebi punu slobodu opisati pred sudom bordel u kojem rade dječaci. Posjetitelj takvih bordela nije nailazio na osudu ni zakona ni javnog mnijenja.

### Prostitucija i pravo građanstva
Postojanje muške prostitucije velikih razmjera pokazuje kako homoseksualne sklonosti nisu bile ograničene samo na povlašteni društveni stalež. Ako već manje imućni građani skoro da nisu imali vremena i sredstava prakticirati aristokratske obrede (promatranje športskih priredbi, udvaranje, darivanje), svatko je barem mogao zadovoljiti svoju žudnju okrećući se prostituciji. Zakon je utoliko više štitio dječake, kao i žene, od svakog tjelesnog nasrtaja. Nije se znalo za slučaj spolnog odnosa između roba i njegovog gospodara sve do otkrića jednog Ksenofontovog navoda. Drugi razlog za korištenje usluga muških prostitutki leži u postojanju spolnih tabua. Stari Grci su felaciju kao spolni čin smatrali sramotnom. Samim tim, u homoseksualnoj vezi smatralo se kako erast (ljubavnik) nema pravo tražiti takvu uslugu od svog eromenosa (ljubimca), budućeg sugrađanina; za tako što prije je morao obratiti se muškoj prostitutki. Iako je bilo po zakonu, bavljenje prostitucijom smatrano je društveno nečasnim. Bilo je normalno kada se radilo o robu ili, uopćeno govoreći, o osobama bez građanskih prava. U slučaju građanina povlačila je za sobom značajne političke posljedice, kao što je atimija (ἀτιμία/atimía), gubitak svih građanskih prava. Tako se tumači djelo Protiv Timarha: Timarh je napao Eshina; kako bi se obranio, Eshin optužuje svog tužitelja za prostituiranje u mladosti. Samim tim, Timarh bi morao biti lišen političkih prava, među kojima je i pravo podnositi tužbu protiv nekoga. Dakle, nuđenje novca adolescentu u zamjenu za pružanje spolnih usluga bilo je strogo kažnjivo, jer je to mladića moglo stajati njegovih budućih građanskih prava. Ovakvo rasuđivanje objasnio je Eshin (§ 29), citirajući dokimaziju (grč.: δοκιμασία): građanin koji se bavio prostitucijom (πεπορνευμένος/peporneuménos) ili kojeg je ljubavnik uzdržavao (ἡταιρηκώς/hêtairêkốs) lišen je mogućnosti javnog istupanja jer „onaj koji je prodavao vlastito tijelo kako bi drugi u njemu mogli uživati (ἐφ’ ὕϐρει/eph’ hýbris) ne bi oklijevao prodati interese zajednice u cjelini.“ Optužbe Timeja iz Tauromenija na Siciliji protiv tiranina Agatokla od Sirakuze ponovno uzimaju istovjetnu tematiku; muška prostitutka je po definiciji netko tko se odriče vlastitog dostojanstva ne bi li zadovoljio tuđu žudnju: „Obična muška prostitutka (κοινὸν πόρνο/koinòn pórnon) koja stoji na raspolaganju najrazuzdanijima, jest sojka, mišar, koji nudi svoju stražnjicu svakome tko to poželi.“

### Cjenik
Cijene usluga muškaraca koji su se prostituirali varirale su u istoj mjeri kao i cijene kod žena prostitutki. Atenej spominje nekog momka koji je nudio svoje usluge za jedan obol, međutim, to je bio toliko malen iznos da se istinitost ove tvrdnje dovodi u pitanje. Straton iz Sarda, autor epigrama iz 2. stoljeća, spominje jednu takvu transakciju koja je obavljena za pet drahmi. U jednom pismu Pseudo-Eshin procjenjuje zaradu izvjesnog Melanoposa na 3 000 drahmi, što je iznos koji je vjerojatno zaradio u tijeku cijelog svog radnog vijeka.
Eshin u svom djelu Protiv Timarha (§ 29) pravi razliku između mladića koji se prostituira i mladića kojeg uzdržavaju. Također tvrdi (§ 51-52) kako Timarh ne samo da je napustio svog zaštitnika kad je ovaj ostao bez novca, već je imao više njih, čime je dokazao da nije bio dječak kojeg uzdržavaju (hêtairêkôs), već obična kurva (peporneumenos).

## Vanjske poveznice
- Rezension zu Bettina Eva Stumpp: Prostitution in der römischen Antike